# Decimo Lelio Balbo
Decimo Lelio Balbo (in latino: Decimus Laelius Balbus; 48 a.C. circa – dopo il 6 a.C.) è stato un magistrato romano, console dell'Impero romano.

## Biografia
Discendente di una famiglia vicina alla gens Iulia, Balbo era probabilmente figlio del quaestor pro praetore Decimo Lelio Balbo, che aveva governato insieme a Quinto Cornificio la provincia d'Africa come partigiano di Ottaviano prima di suicidarsi una volta sconfitto dall'antoniano Tito Sextio nel 40 a.C. Balbo era poi nipote di Decimo Lelio, tribuno della plebe nel 54 a.C. e praefectus classis di Pompeo nel 49 a.C., e pronipote del legato pompeiano ucciso in Spagna attorno al 76 a.C. Decimo Lelio.
Non molto è noto della carriera di Balbo. Egli compare per la prima volta nelle fonti come quindecemvir sacris faciundis in occasione dei Ludi Saeculares del 17 a.C.: i Fasti Capitolini lo inseriscono tra i magistri del collegio al fianco di Augusto, Gaio Senzio Saturnino, Marco Claudio Marcello e Marco Fufio Strigone. Un'iscrizione di incerta attribuzione potrebbe testimoniare la sua appartenenza anche al collegio dei septemviri epulonum.
La seconda e ultima attestazione certa di Balbo è al vertice della politica romana: egli, homo novus probabilmente favorito dalla sua carica sacerdotale, fu console ordinario insieme a Gaio Antistio Vetere per tutto l'anno 6 a.C.
Forse dedicatario di un epigramma di Apollonide di Smirne, Balbo ebbe sicuramente una figlia, Lelia, che sposò probabilmente il console suffetto del 17, Gaio Vibio Marso. Suo figlio o più probabilmente nipote fu il crudele oratore Decimo Lelio Balbo, vissuto sotto Tiberio ed esiliato, con perdita dello status senatorio, nel 37 (forse però egli recuperò lo status negli anni successivi, arrivando a diventare console suffetto nel 46).